# Focus Verlag
Die Focus Verlag Gesellschaft mit beschränkter Haftung war ein in Gießen ansässiger Wissenschaftsverlag.
Der  Verlag wurde 1971 von Helmut Schmid gegründet. Er war auf die Veröffentlichung von Dissertationen und sonstigen wissenschaftlichen Büchern, etwa Habilitationsschriften oder Darstellungen spezialisiert und publizierte schwerpunktmäßig Bücher aus den Gesellschafts- und Sozialwissenschaften, die in der Reihe „Focus kritische Universität“ erschienen. Verlagsgesellschafter waren Karlheinz Nieder, Barbara Czyz, Götz Eisenberg, Raimund Neuhofer, Richard Meng, Michael Mieritz, Ingrid Gubo, Anita Steinmüller, Gideon Schüler und Helmut Schmid. Der Verlag wurde zum 31. Dezember 2015 aufgelöst.